# آب‌انبار حاج باقر
آب‌انبار حاج باقر مربوط به دوره قاجار است و در بیرجند، کوچه چهار درخت واقع شده و این اثر در تاریخ ۷ مهر ۱۳۸۱ با شمارهٔ ثبت ۶۳۶۲ به‌عنوان یکی از آثار ملی ایران به ثبت رسیده است.